# Bovini
Bovini é uma tribo de bovídeos da subfamília Bovinae. Inclui quatro gêneros: Bos, Bubalus, Pseudoryx e Syncerus.

## Classificação
A tribo Bovini é dividida em 4 gêneros e 17 espécies (incluindo uma extinta há cerca de 400 anos), segundo a taxonomia mais atualizada.
- Gênero Bos
  - Bos bison — Bisão-americano
  - Bos bonasus — Bisão-europeu
  - Bos frontalis — Gaial
  - Bos gaurus — Gauro
  - Bos grunniens — Iaque-doméstico
  - Bos javanicus — Bantengue
  - Bos mutus — Iaque
  - †Bos primigenius — Auroque
  - Bos sauveli — Kouprey (possivelmente extinto na natureza)
  - Bos taurus — Boi-doméstico
- Gênero Bubalus
  - Bubalus arnee — Búfalo-d'água-selvagem
  - Bubalus bubalis — Búfalo-d'água-doméstico
  - Bubalus depressicornis — Búfalo-anão-da-planície
  - Bubalus mindorensis — Búfalo-anão-de-mindoro
  - Bubalus quarlesi — Búfalo-anão-da-montanha
  - Bubalus caffer — Búfalo-africano
- Gênero Pseudoryx
  - Pseudoryx nghetinhensis — Saola
- Gênero Syncerus
  - Syncerus caffer — Búfalo-africano